# Santiago Piña de Rubíes
Santiago Piña de Rubíes (1887-1940) fue un físico español especializado en electroquímica y análisis espectroquímico.

## Carrera científica
Fue miembro de la Junta de Ampliación de Estudios, institución a partir de la cual fue pensionado en Ginebra y en los Montes Urales, donde estudió la composición química de rocas recogidas en la zona. Santiago Piña de Rubíes dedicó gran parte de su investigación científica en el descubrimiento de nuevas líneas espectrales. Tras una estancia en el Laboratorio de Mineralogía de la Sorbona, donde entró en contacto con el químico francés Georges Urbain, y en el Instituto de Física de Múnich; Piña de Rubíes dio a conocer en sus artículos nuevas líneas espectrales de tierras raras, tales como lantano, europio, gadolinio, sumario, remio y neodimio.